# Chirita roseoalba
Chirita roseoalba är en tvåhjärtbladig växtart som beskrevs av Wen Tsai Wang. Chirita roseoalba ingår i släktet Chirita och familjen Gesneriaceae. Inga underarter finns listade i Catalogue of Life.